# Piggy Tales
Piggy Tales (с англ. Поросячьи рассказы, Истории Свинок) — финский анимационный сериал, основанный на игре Bad Piggies, спин-оффе игры Angry Birds. Произведён компанией Rovio Entertainment, создателем франшизы Angry Birds, совместно с французской студией Cube Creative. Выполнен с помощью компьютера в стиле, напоминающем пластилиновую анимацию. Сюжет сериала вращается вокруг свиней — основных противников птиц в серии игр Angry Birds; при этом в сериале нет диалогов, все его персонажи «немые».
Премьера сериала состоялась в 2014 году на канале Toons.TV; также его можно было посмотреть на официальном сайте канала и через приложение Angry Birds. В 2015 году вышел второй сезон сериала «Свинки на работе» (англ. Pigs at Work), в 2016 году — третий сезон, получивший название «Третий акт» (англ. Third Act), в 2018 году — четвёртый сезон, названный «4-я улица» (англ. 4th Street).
По состоянию на июнь 2016 года «Истории свинок» набрали более 1 млрд просмотров. По состоянию на октябрь 2016 году этот сериал, наряду с сериалами «Злые птички» и «Стелла», был показан в более чем 200 странах и территориях.

## Обзор серий
| Сериал | Title        | Серии | Серии | Даты показа   | Даты показа       |
| Сериал | Title        | Серии | Серии | Первая серия  | Последняя серия   |
| ------ | ------------ | ----- | ----- | ------------- | ----------------- |
| 1      | Piggy Tales  | 31    | 31    | 11 April 2014 | 31 March 2015     |
| 2      | Pigs at Work | 26    | 26    | 17 April 2015 | 25 September 2015 |
| 3      | Third Act    | 34    | 34    | 3 June 2016   | 3 February 2017   |
| 4      | 4th Street   | 30    | 30    | 2017          | TBA               |

## Эпизоды

### Первый сезон:Истории свинок(2014—2015)[10]
| № общий | № в сезоне | Название                                                   | Режиссёр                         | Автор сценария                               | Дата премьеры    |
| --- | --- | ---------------------------------------------------------- | -------------------------------- | -------------------------------------------- | ---------------- |
| 1 | 1 | «Батут (англ. Trampoline)»                                 | Эркки Лилья                      | Антуан Виньон и Эркки Лилья                  | 11 апреля 2014   |
| Свин находит батут со знаком, предупреждающим не пользоваться. Он все время прыгает, но ничего не получается, потом он замечает, что его вес тянет батут вниз, а затем отпружинивает его в потолок, где он застревает вместе с другими свинами. Приходит другой свин. . | |                                                            |                                  |                                              |                  |
| 2 | 2 | «Труженики (англ. Roughnecks)»                             | Крис Садлер                      | Крис Садлер                                  | 18 апреля 2014   |
| Свин-строитель поднимается на импровизированную винтовую лестницу, чтобы работать сверху башни ящиков. Когда он бросает 2 раза свой молоток, другой свин подбирает его и меняет его на пилу. Когда первый свин спускается он смущен, но поднимает пилу и взбирается обратно, чтобы использовать ее. Затем он отпиливает доску на которой сидел и падает вместе с пилой с башни. | |                                                            |                                  |                                              |                  |
| 3 | 3 | «Похищение (англ. Abduction)»                              | Эркки Лилья                      | Эркки Лилья                                  | 25 апреля 2014   |
| Маленький космический корабль приземляется рядом со свином, и крошечный свин выходит. Крошечный свин разговаривает с большим свином, который затем начинает смеяться от его писклявого голоса, но затем крошечный свин возвращается в свой космический корабль и залетает в рот большому свину. Глаза большого свина светятся, и он начинает левитировать и улетает. | |                                                            |                                  |                                              |                  |
| 4 | 4 | «Качели (англ. Teeter Trotter)»                            | Реми Шапото                      | Реми Шапото                                  | 2 мая 2014       |
| Двое свинов находятся на качелях, но один из свинов слишком большой, чтобы двигаться. Другой свин пробует различные схемы, чтобы помочь поднять большого свина вверх, главным образом, прилагая все больше и больше ракет. Когда он зажигает целый ряд из них, ракеты отрываются от веревок, а затем попадают в свинов образуя большой взрыв, который, наконец, посылает их обоих в космос. | |                                                            |                                  |                                              |                  |
| 5 | 5 | «Дыра (англ. The Hole)»                                    | Крис Садлер                      | Крис Садлер                                  | 9 мая 2014       |
| Свин смотрит на отверстие в земле, которое действует как вертикальная аэротруба, постоянно подталкивая воздух. Приходит еще один свин. Затем они корчят смешные рожи и затем свин прыгает в дыру с другим свином. Они парят, пока воздух не перестанет дуть и они не упадут. Они начинают издавать смешные звуки. Но через некоторое время они выплевываются из ямы и убегают, а дыра продолжает дуть. | |                                                            |                                  |                                              |                  |
| 6 | 6 | «Нажми кнопку (англ. Push Button)»                         | Реми Шапото                      | Реми Шапото                                  | 16 мая 2014      |
| Свин нажимает кнопку на ящике; последняя при нажатии издаёт громкий звук. Поросенок находит это очень забавным и жмёт кнопку несколько раз странными способами, пока это занятие не надоест ему. Через некоторое время он находит группу раздавленных свинов, лежащих на земле; их явно прижало чем-то тяжёлым. Затем он слышит громкий звук как при нажатии кнопки; сверху падает пресс, который чуть не убивает его, но ему удаётся увернуться. Уклонившись от нескольких прессов сверху, свин улыбается, но очередной пресс всё же убивает его. В финале серии показывается, что этот пресс был активирован другим свином, нажавшим на кнопку. | |                                                            |                                  |                                              |                  |
| 7 | 7 | «Зеркало (англ. The Mirror)»                               | Реми Шапото                      | Реми Шапото                                  | 23 мая 2014      |
| Свин позирует перед зеркалом в деревянной раме. Пришедший затем третий свин побуждает второго пойти с ним. В финале оба свинов уходят, а первый сидит возле зеркала с явным смущением. | |                                                            |                                  |                                              |                  |
| 8 | 8 | «Суперклей (англ. Super Glue)»                             | Дж.П. Саари                      | Дж.П. Саари                                  | 30 мая 2014      |
| Свин находит тюбик суперклея и подбирает его. Затем приходит второй свин; первый бросает тюбик и пытается уйти, но второй приклеивается к спине первого. Пришедший вскоре третий свин приклеивается к двум предыдущим; такая же участь постигает и всех последующих свинов. Не будучи способными отклеиться друг от друга, они вынуждены передвигаться ползком, как червяк. | |                                                            |                                  |                                              |                  |
| 9 | 9 | «Свинья посередине (англ. Piggy in the Middle)»            | Крис Садлер                      | Крис Садлер                                  | 6 июня 2014      |
| Двое свинов играют головой в футбол. Затем, под звуки оперной музыки, к ним присоединяется третий; он пытается перехватить мяч, но двое других свинов не дают ему это сделать. Тогда он встаёт на табурет и пытается ловить мяч с него, но опять терпит неудачу. В конце концов, он прикатывает пушку и стреляет в мяч, пытаясь збить его, но промахивается и попадает в четвёртого свина, сидящего за роялем и исполняющего оперную музыку. | |                                                            |                                  |                                              |                  |
| 10 | 10 | «Эпичный Сэр Ведро (англ. Epic Sir Bucket»                 | Эркки Лилья                      | Эркки Лилья                                  | 13 июня 2014     |
| Свин играет в рыцарский турнир: он сражается с невидимым противником на деревянных мечах, а вместо шлема у него на голове ведро. Затем он врезается в наковальню, подвешенную в воздухе на воздушном шаре. Он залезает под наковальню, но ничего не происходит. Тогда он встаёт на наковальню и перерезает нитку воздушного шара. Первоначально вновь ничего не происходит, что вызывает удивление у свина, но затем шарик который находится над свином падает на него и раздавливает. | |                                                            |                                  |                                              |                  |
| 11 | 11 | «Проблема с нажиманием кнопки (англ. Push-button Trouble)» | Реми Шапото                      | Реми Шапото                                  | 20 июня 2014     |
| Свин пытается нажать на кнопку, находящуюся поверх ящика. После нажимания он обнаруживает что поверхность вращается. Он снова нажимает на кнопку, но поверхность начинает опять вращаться. Наконец, в результате вращения ящик падает на свина кнопкой вниз и комната начинает вращаться как бешеная. | |                                                            |                                  |                                              |                  |
| 12 | 12 | «Та-Дам! (англ. Sha-Zam!)»                                 | Реми Шапото                      | Реми Шапото                                  | 27 июня 2014     |
| Двое свинов с помощью волшебной палочки превращают друг друга в разные объекты, а затем возвращаются в нормальное состояние. Однако когда один свин превращает второго в зеркало, при попытке обратить заклинание оно отскакивает от зеркала и превращает пославшего его свина в зонт. | |                                                            |                                  |                                              |                  |
| 13 | 13 | «Надувшейся (англ. Puffed Up)»                             | Крис Садлер                      | Крис Садлер и Давид Виникомб                 | 4 июля 2014      |
| Двое свинов поочередно глубоко вдыхают и удерживают воздух, соревнуясь, у кого из них получится больше себя раздуть. Один из них раздувает себя до такой степени, что второй приносит пробку, чтобы заткнуть ему рот и предотвратить выход воздуха. Первый свин взмывает в воздух и начинает парить, как воздушный шар, второй вытаскивает из его рта пробку, после чего первый сдувается и приземляется. В финале второй кладет пробку на землю и уходит. | |                                                            |                                  |                                              |                  |
| 14 | 14 | «Игра в прятки (англ. Peekaboo!)»                          | Реми Шапото                      | Реми Шапото                                  | 11 июля 2014     |
| Двое свинов сидят возле ящика. Один предлагает второму сыграть в прятки. Первый пытается найти второго, но второй свин стоит на месте и не двигается. В третий раз первый свин не находит второго и уходит. В финале выясняется, что второй свин покрасился в цвет аналогичный цвету поверхности, и поэтому остался незаметным. | |                                                            |                                  |                                              |                  |
| 15 | 15 | «Вверх или вниз? (англ. Up Or Down?)»                      | Вилле Леписто                    | Вилле Леписто                                | 18 июля 2014     |
| Свин нажимает кнопку лифта: она загорается, показывая, что лифт движется, но ни одна из двух дверей не открывается. После нескольких попыток свину удаётся открыть обе двери: один лифт заполнен другими свинами, второй пуст. Немного подумав, он входит в лифт, полный свинов. | |                                                            |                                  |                                              |                  |
| 16 | 16 | «Перчатки (англ. Gloves)»                                  | Реми Шапото                      | Реми Шапото                                  | 25 июля 2014     |
| Трое свинов находят пару резиновых перчаток. Двое более крупных свиней играют с ними разными способами — например, прыгая на них,как на батутах, или надувая их как шарики или придавая вид петушиного гребня. Третий свин раздувает перчатки и хлопает ими друг о друга, как будто руками, что вызывает неодобрение у его друзей. | |                                                            |                                  |                                              |                  |
| 17 | 17 Двое свинов спят. Когда второй свин начинает храпеть, первый пытается разбудить его разными способами. Даже попробовал разбудить его взрывом динамита, но у него ничего не выходит. Поняв безрезультатность своих действий, первый свин засыпает сам и начинает храпеть — но тут от храпа просыпается второй и начинает будить его. | «Храп (англ. Snooze)»                                      | Сезар Шевалье                    | Сезар Шевалье                                | 2 августа 2014   |
| 18 | 18 | «Суперсвин (англ. Superpork)»                              | Реми Шапото                      | Реми Шапото                                  | 8 августа 2014   |
| Две свинов-супергероев в масках, похожие на Бэтмена и Робина) преследуют свина-грабителя, но тому удаётся спастись, перепрыгнув через пропасть. Супергерои разными способами пытаются преодолеть пропасть, но терпят неудачу. В итоге им удаётся перелететь через пропасть на воздушных шарах, но грабитель, запрыгнув на шары и спрыгнув с них на другом конце пропасти, перебегает назад. | |                                                            |                                  |                                              |                  |
| 19 | 19 | «Дуэль за торт (англ. Cake Duel)»                          | Реми Шапото                      | Реми Шапото                                  | 15 августа 2014  |
| Двое свинов сражаются друг с другом на хвостах как на шпагах за кусочек торта, лежащий на ящике. Для дуэли они одевают шляпы, парики и усы, становясь похожими на мушкетёров. Но в процессе дуэли торт и ящик, на котором он лежит, разрезается дуэлянтами напополам. | |                                                            |                                  |                                              |                  |
| 20 | 20 | «Доктор Свин, доктор медицины (англ. Dr. Pork, M.D)»       | Дж.П. Саари                      | Дж.П. Саари и Сара Валь                      | 22 августа 2014  |
| Доктор Свин (от англ. Pig - свин) осматривает свина-пациента с красными пятнами по всему телу, используя стетоскоп, затем молоток для проверки рефлексов и, наконец, даёт ему выпить лекарство, после чего ему становится лучше. Второго пациента — оперного певца доктору Свину также удаётся вылечить. Лечение третьего пациента — свина из третьего эпизода, проглотившего инопланетный космический корабль, оказалось более сложной задачей: Свину не получается проверить его рефлексы, так как при попытке их проверить молоток просто аннигилируется. Тогда он просит его открыть рот: инопланетный корабль улетает, немного поругавшись, после чего пациент, которому стало лучше, уходит. Свин, не понимая что произошло выпивает все свое лекарство. | |                                                            |                                  |                                              |                  |
| 21 | 21 | «Свиные петли (англ. Hog Hoops)»                           | Remi Chapotot                    | Remi Chapotot                                | 29 августа 2014  |
| Поросенок играет в баскетбол, но начинает жаловаться органисту, который ходит по клавишам. Он берет органиста и бросает его в корзину. | |                                                            |                                  |                                              |                  |
| 22 | 22 | «Лекарство (англ. The Cure)»                               | Remi Chapotot                    | Remi Chapotot                                | 5 сентября 2014  |
| У свина насморк. Второй свин приносит бутылку с лекарством, но не может удалить ее пробку. Он использует свой хвост как штопор и удаляет пробку, только чтобы использовать пробку, чтобы заткнуть нос первого свина. Первый свин чувствует себя лучше, они оба смеются и уходят. | |                                                            |                                  |                                              |                  |
| 23 | 23 | «Увеличивая темп (англ. Up The Tempo)»                     | Remi Chapotot                    | Remi Chapotot                                | 12 сентября 2014 |
| Поросенок использует молоток, чтобы стучать им по лестнице, но молоток делает забавные звуки. Он обнаруживает еще одного свина, который делал звуковые эффекты. Он поднимается по лестнице с эффектами, а затем поднимается по воздуху, как по лестнице, пока не остановится, а затем он падает на землю. Свин, который делал звуки издает звук сирены скорой помощи. | |                                                            |                                  |                                              |                  |
| 24 | 24 | «Зажатые (англ. Jammed)»                                   | Sara Wahl                        | Eric Guaglione & Sara Wahl                   | 19 сентября 2014 |
| Двое свинов пробуют разные инструменты, чтобы открыть банку с апельсиновым джемом. Их последним средством является динамит, но взрыв заканчивается тем, что помещает двух свинов в банку. | |                                                            |                                  |                                              |                  |
| 25 | 25 | «Лети Свинья, Лети! (англ. Fly Piggy, Fly!)»               | Remi Chapotot                    | Remi Chapotot                                | 26 сентября 2014 |
| Свины делают различные приспособления из открытых каркасов ящиков и моторов, чтобы летать. | |                                                            |                                  |                                              |                  |
| 26 | 26 | «Игра (англ. The Game)»                                    | Ville Lepisto & Janne Roivainen  | Ville Lepisto & Janne Roivainen              | 3 октября 2014   |
| Двое свинов играют в шахматы. Когда первый поросенок делает ход, второй поросенок с трудом соображает, что делать. Когда первый свин начинает скучать и разворачивается, чтобы свистнуть, второй свин поворачивает доску вокруг. Теперь первый свин сейчас озадачен. | |                                                            |                                  |                                              |                  |
| 27 | 27 | «Улов (англ. The Catch)»                                   | JP Saari                         | JP Saari and Jenny Meissner & Jaakko Stenius | 10 октября 2014  |
| Свин разрезает дыру в полу, чтобы порыбачить подо льдом, но его первые несколько бросков ничего не приносят. Он меняет свою приманку на разные предметы, но не везет. После использования ручной пилы он теряет приманку, но затем появляется пила и прорезает отверстие, где он находится. | |                                                            |                                  |                                              |                  |
| 28 | 28 | «Кверху занесеный снегом (англ. Snowed Up)»                | Cesar Chevalier and Chris Sadler | Chris Sadler and David Vinicombe             | 16 декабря 2014  |
| Поросенок примерз языком к снеговику. При попытке оторвать язык от снеговика он сам застревает в снеговике | |                                                            |                                  |                                              |                  |
| 29 | 29 | «Колодец желаний (англ. The Wishing Well)»                 | Cesar Chevalier                  | Erkki Lilja                                  | 17 марта 2015    |
| Двое свинов находят колодец желаний, но не знают, как он работает. Третий свин приходит с ведром и бросает яблоко в колодец, и скоро куча яблок падает с неба и в его ведро. Двое свинов пробуют забросить в колодец молоток, но затем должны уклоняться от молотков, падающих с неба. Один из последних падает на свина, который затем падает в колодец. Затем небо темнеет. | |                                                            |                                  |                                              |                  |
| 30 | 30 | «Застрял? (англ. Stuck In?)»                               | Cesar Chevalier                  | Gonzalo Diaz-Palacios & Cesar Chevalier      | 24 марта 2015    |
| Свин находит меч, но не может вытащить его. К камню присоединяются другие свины, но не повезло. Приходит свин и вытаскивает меч. Другие свины празднуют и берут камень. Свин, который вытащил меч, выглядит унылым и уходит, отбрасывая меч в сторону. | |                                                            |                                  |                                              |                  |
| 31 | 31 | «Сворачиваемся (англ. It's a Wrap)»                        | JP Saari                         | Joonas Rissanen & JP Saari                   | 31 марта 2015    |
| Свины убирают реквизит «Piggy Tales». Свин замечает пятно на камере и очищает его губкой. Он последний, когда вокруг свет погас, он открывает дверь и уходит. | |                                                            |                                  |                                              |                  |

### Второй сезон:Истории свинок: Свинки на работе(2015—2016)[10]
Второй сезон посвящён свиньям, которые делают «свиностроительные» работы.
| № общий | № в сезоне | Название                                                   | Режиссёр                         | Автор сценария                               | Дата премьеры    |
| --- | ---------- | ---------------------------------------------------------- | -------------------------------- | -------------------------------------------- | ---------------- |
| 1 | 1          | «Забей это (англ. Nailed It) »                             | Fabien Weibel                    | Fabien Weibel                                | 17 апреля 2015   |
| Строительный свин просыпается от торчащего гвоздя. Сначала он его забивает молотком но гвоздь опять выпирает. Потом перчаткой на пружине, после чего гвоздь опять выпирает. От неожиданности свин бросил в гвоздь дольку сыра и опять он торчит. От злости свин прикатил пушку и выстелил в гвоздь, надеясь, что это его забьет. В финале выясняется, что этот же гвоздь пытается забить еще один свин, который находился за стеной с противоположной стороны. |            |                                                            |                                  |                                              |                  |
| 2 | 2          | «Перерыв на обед (англ. Lunch Break)»                      | Philippe Rolland                 | Philippe Rolland                             | 24 апреля 2015   |
| Двое свинов забивают гвоздь, когда раздастся звуковой сигнал. Они начинают есть яблока, но замечают, что другой свин пилит доску. Второй свин дает третьему бензопилу и 3-й свин продолжает пилить. В финале первый и второй свин падают на землю. |            |                                                            |                                  |                                              |                  |
| 3 | 3          | «Завинчено (англ. Screw Up)»                               | Philippe Rolland                 | Philippe Rolland                             | 1 мая 2015       |
| Свины используют воздушные шары, чтобы перелететь к каждому из шурупов, которые они должны завинтить, но когда воздушный шар лопается, они начинают спускаться быстрыми темпами. И они начинают сбрасывать вес. Даже наковальню сбросили но и это не помогло. Одному свину пришла идея выбросить свою идею но и это не помогло. Случайно свин с шуруповертом выпал за борт и корзина все таки сбросила вес. Однако шуруповерт остался у свина за бортом. |            |                                                            |                                  |                                              |                  |
| 4 | 4          | «Накопилось (англ. Pile Up)»                               | Fabien Weibel                    | Fabien Weibel                                | 7 мая 2015       |
| Двое свинов строят высокую структуру, используя ящики, но ящики заканчиваются. Один из свинов берет ящики з основания конструкции. В один из моментов конструкция рушится из-за того, что висела в воздухе. |            |                                                            |                                  |                                              |                  |
| 5 | 5          | «Этап 1 (англ. Step 1)»                                    | Fabien Weibel                    | Fabien Weibel                                | 14 мая 2015      |
| Свины пытаются построить что-то по инструкции. Сначала они забивают молотком и пиляют пилой и получилось не то. Потом они решили поменять тактику и начали забивать пилой и пилять молотком и опять не то. Затем они начали забивать беконом и пилять воздушным шариком. Потом свин перевернул чертеж и оказалось, что они работали неправильно. Они решили вернуться к первоначальному способу---молотку и пиле но они начали забивать и пилять как угорелые и наконец то у них получилось соорудить ящик. |            |                                                            |                                  |                                              |                  |
| 6 | 6          | «Отбойный молоток(англ. Jackhamered)»                      | Philippe Rolland                 | Philippe Rolland                             | 22 мая 2015      |
| Свин работает с отбойным молотком, но направляется к впадине. Второй свин пытается предупредить первого, но первый свин носит наушники. Второй свин строит мост, но первый свин оборачивается. Появляются трещины а второй свин падает в пропасть. |            |                                                            |                                  |                                              |                  |
| 7 | 7          | «Гоночная гайка (англ. Race Nut)»                          | Philippe Rolland                 | Philippe Rolland                             | 29 мая 2015      |
| Свин строит гоночную машину, но не хочет использовать ракету, предложенную другим свином. Во время гонки машина свина начинает разваливаться, оставляя его на расстоянии от финишной черты, в то время как свин с ракетой визжит от победы. |            |                                                            |                                  |                                              |                  |
| 8 | 8          | «Затруднения в рисовании(англ. Predicament In Paint)»      | Philippe Rolland                 | Philippe Rolland                             | 5 июня 2015      |
| Свинья находит тюбик суперклея и подбирает его. Затем приходит вторая свинья; первая бросает тюбик и пытается уйти, но вторая приклеивается к спине первой. Пришедшая вскоре третья свинка приклеивается к двум предыдущим; такая же участь постигает и всех последующих свиней. Не будучи способными отклеиться друг от друга, они вынуждены действовать сообща и передвигаться ползком, как червяк. |            |                                                            |                                  |                                              |                  |
| 9 | 9          | «Свинья посередине (англ. Piggy in the Middle)»            | Крис Садлер                      | Крис Садлер                                  | 6 июня 2014      |
| Две свиньи играют головой в футбол. Затем, под звуки оперной музыки, к ним присоединяется третья; она пытается перехватить мяч, но две другие свинки не дают ей это сделать. Тогда она встаёт на табурет и пытается ловить мяч с него, но опять терпит неудачу. В конце концов, она приносит пушку и стреляет в мяч, пытаясь остановить его, но промахивается и попадает в четвёртую свинью, сидящую за роялем и исполняющую оперную музыку. |            |                                                            |                                  |                                              |                  |
| 10 | 10         | «Невероятная случайность(англ. Fabulous Fluke)»            | Fabien Weibel                    | Fabien Weibel                                | 19 июня 2015     |
| У свина тяжелое время - он не может забить гвоздь, поэтому, когда он бросает свой молоток он начинает цепную реакцию, подобную машине Голдберга. |            |                                                            |                                  |                                              |                  |
| 11 | 11         | «Проблема с нажиманием кнопки (англ. Push-button Trouble)» | Реми Шапото                      | Реми Шапото                                  | 20 июня 2014     |
| Свинья пытается нажать на кнопку, находящуюся на поверхности ящика. После нескольких неудачных попыток, она прыгает на кнопку сверху, но затем обнаруживает, что ящик вращается. Она снова пытается нажать кнопку, но поверхность начинает вращаться под разными углами. Наконец, в результате вращения ящика кнопка, бывшая до этого сверху, оказывается снизу; ящик падает на свинью и ей удаётся нажать кнопку, что останавливает вращение. |            |                                                            |                                  |                                              |                  |
| 12 | 12         | «Та-Дам! (англ. Sha-Zam!)»                                 | Реми Шапото                      | Реми Шапото                                  | 27 июня 2014     |
| Две свиньи с помощью волшебной палочки превращают друг друга в разные объекты, а затем возвращаются в нормальное состояние. Однако когда одна свинка превращает вторую в зеркало, при попытке обратить заклинание оно отскакивает от зеркала и превращает пославшую его свинью в зонт. |            |                                                            |                                  |                                              |                  |
| 13 | 13         | «Надувшейся (англ. Puffed Up)»                             | Крис Садлер                      | Крис Садлер и Давид Виникомб                 | 4 июля 2014      |
| Две свиньи поочередно глубоко вдыхают и удерживают воздух, соревнуясь, у кого из них получится больше себя раздуть. Одна из них раздувает себя до такой степени, что вторая приносит пробку, чтобы заткнуть ей рот и предотвратить выход воздуха. Первая свинья взмывает в воздух и начинает парить, как воздушный шар, вторая вытаскивает из её рта пробку, после чего первая сдувается и приземляется. В финале вторая берёт пробку и уходит. |            |                                                            |                                  |                                              |                  |
| 14 | 14         | «Игра в прятки (англ. Peekaboo!)»                          | Реми Шапото                      | Реми Шапото                                  | 11 июля 2014     |
| Две свиньи сидят в ящике. Одна подговаривает другую сыграть в прятки. Первая пытается найти вторую, но, после нескольких безуспешных попыток, уходит. В финале выясняется, что вторая покрасила стену ящика в цвет, аналогичный собственному, и поэтому осталась незаметной. |            |                                                            |                                  |                                              |                  |
| 15 | 15         | «Вверх или вниз? (англ. Up Or Down?)»                      | Вилле Леписто                    | Вилле Леписто                                | 18 июля 2014     |
| Свинка нажимает кнопку лифта: она загорается, показывая, что лифт движется, но ни одна из двух дверей не открывается. После нескольких попыток свинье удаётся открыть обе двери: один лифт заполнен другими свиньями, второй пуст. Немного подумав, она входит в лифт, полный свиней. |            |                                                            |                                  |                                              |                  |
| 16 | 16         | «Перчатки (англ. Gloves)»                                  | Реми Шапото                      | Реми Шапото                                  | 25 июля 2014     |
| Три свиньи находят пару резиновых перчаток. Две более крупные свиньи играют с ними разными способами — например, раздувая их как воздушный шар, или придавая им форму рогов коровы или петушиного гребня. Третья свинья раздувает перчатки и хлопает ими друг о друга, как будто руками, что вызывает неодобрение у её подруг. |            |                                                            |                                  |                                              |                  |
| 17 | 17         | «Храп (англ. Snooze)»                                      | Сезар Шевалье                    | Сезар Шевалье                                | 2 августа 2014   |
| Две свиньи спят. Когда вторая начинает храпеть, первая пытается разбудить её разными способами, но у неё ничего не выходит. Поняв безрезультатность своих действий, первая свинья засыпает сама — но тут просыпается вторая и начинает будить её. |            |                                                            |                                  |                                              |                  |
| 18 | 18         | «Суперсвин (англ. Superpork)»                              | Реми Шапото                      | Реми Шапото                                  | 8 августа 2014   |
| Две свинки-супергероя в масках, похожие на Бэтмена и Робина) преследуют свинку-грабителя, но тому удаётся спастись, перепрыгнув через пропасть. Супергерои разными способами пытаются преодолеть пропасть, но терпят неудачу. В итоге им удаётся перелететь через пропасть на воздушных шарах, но грабитель, запрыгнув на шар и спрыгнув с него на другом конце пропасти, перебегает назад. |            |                                                            |                                  |                                              |                  |
| 19 | 19         | «Дуэль за торт (англ. Cake Duel)»                          | Реми Шапото                      | Реми Шапото                                  | 15 августа 2014  |
| Две свиньи сражаются друг с другом на дуэли за кусочек торта, лежащий в корзине. Для дуэли они одевают шляпы, парики и усы, становясь похожими на мушкетёров. Но в процессе дуэли торт и корзина, в которой он лежит, уничтожаются дуэлянтами. |            |                                                            |                                  |                                              |                  |
| 20 | 20         | «Доктор Свин, доктор медицины (англ. Dr. Pork, M.D)»       | Дж.П. Саари                      | Дж.П. Саари и Сара Валь                      | 22 августа 2014  |
| Доктор Свин (от англ. Pig - свин) осматривает свинью-пациента с красными пятнами по всему телу, используя стетоскоп, затем молоток для проверки рефлексов и, наконец, даёт ей выпить лекарство, после чего ей становится лучше. Второго пациента — оперную певицу доктору Порку также удаётся вылечить. Лечение третьего пациента — свиньи из третьего эпизода, проглотившая инопланетный космический корабль, оказалось более сложной задачей: Порку не получается проверить её рефлексы, так как она всё время улетает от молотка. Тогда он просит её открыть рот: инопланетный корабль вылетает оттуда, после чего пациентка, которой стало лучше, уходит. Утомившись после рабочего дня, доктор Свин делает несколько глотков своего лекарства. |            |                                                            |                                  |                                              |                  |
| 21 | 21         | «Свиные петли»                                             | Remi Chapotot                    | Remi Chapotot                                | 29 августа 2014  |
| Поросенок играет в баскетбол, но перестает жаловаться органисту, который ходит по клавишам. Он отскакивает от органиста и бросает его в корзину. |            |                                                            |                                  |                                              |                  |
| 22 | 22         | «Лекарство»                                                | Remi Chapotot                    | Remi Chapotot                                | 5 сентября 2014  |
| У свиньи дрожащий нос. Вторая свинья приносит бутылку с лекарством, но не может удалить ее пробки. Он использует свой хвост как штопор и удаляет пробку, только чтобы использовать пробку, чтобы заткнуть нос первой свиньи. Первая свинья чувствует себя лучше, и они оба смеются. |            |                                                            |                                  |                                              |                  |
| 23 | 23         | «Увеличивая темп»                                          | Remi Chapotot                    | Remi Chapotot                                | 12 сентября 2014 |
| Поросенок использует молоток, чтобы стучать ногтями по лестнице, но молоток делает забавные звуки. Он обнаруживает еще одну свинью, которая делала звуковые эффекты. Он поднимается по лестнице с эффектами, а затем прыгает, летая в воздухе, пока не остановится, а затем падает на землю. Звуковые эффекты свиньи делают звук для сирены скорой помощи. |            |                                                            |                                  |                                              |                  |
| 24 | 24         | «Зажатые»                                                  | Sara Wahl                        | Eric Guaglione & Sara Wahl                   | 19 сентября 2014 |
| Два свиньи пробуют разные инструменты, чтобы открыть банку или апельсиновый джем. Их последним средством является динамит, но взрыв заканчивается тем, что помещает двух свиней в банку. |            |                                                            |                                  |                                              |                  |
| 25 | 25         | «Лети Свинья, Лети!»                                       | Remi Chapotot                    | Remi Chapotot                                | 26 сентября 2014 |
| Свиньи вытаскивают различные приспособления из открытых каркасов ящиков и моторов, чтобы летать. |            |                                                            |                                  |                                              |                  |
| 26 | 26         | «Игра»                                                     | Ville Lepisto & Janne Roivainen  | Ville Lepisto & Janne Roivainen              | 3 октября 2014   |
| Две свиньи играют в шахматы. Когда первый поросенок делает ход, второй поросенок с трудом соображает, что делать. Когда первая свинья начинает скучать и разворачивается, чтобы свистнуть, вторая свинья поворачивает доску вокруг. Первая свинья сейчас озадачена. |            |                                                            |                                  |                                              |                  |
| 27 | 27         | «Улов»                                                     | JP Saari                         | JP Saari and Jenny Meissner & Jaakko Stenius | 10 октября 2014  |
| Свиньи разрезают дыру в полу, чтобы пойти подледная рыбалка, но его первые несколько бросков ничего не приносят. Он меняет свою приманку на разные предметы, но не везет. После использования ручной пилы он теряет приманку, но затем появляется пильный диск и прорезает отверстие, где он находится. |            |                                                            |                                  |                                              |                  |
| 28 | 28         | «Кверху занесеный снегом»                                  | Cesar Chevalier and Chris Sadler | Chris Sadler and David Vinicombe             | 16 декабря 2014  |
| Поросенок застрял языком на гигантской снежной свинье. |            |                                                            |                                  |                                              |                  |
| 29 | 29         | «Колодец желаний»                                          | Cesar Chevalier                  | Erkki Lilja                                  | 17 марта 2015    |
| Две свиньи находят колодец желаний, но не знают, как это работает. Третья свинья приходит с ведром и бросает яблоко в колодец, и скоро куча яблок падает с неба и в его ведро. Два свиньи пробуют это с помощью молотка, но затем должны уклоняться от ударов, падающих с неба. Один из последних падает на свинью, которая затем падает в колодец. Затем небо темнеет. |            |                                                            |                                  |                                              |                  |
| 30 | 30         | «Застрял?»                                                 | Cesar Chevalier                  | Gonzalo Diaz-Palacios & Cesar Chevalier      | 24 марта 2015    |
| Свинья находит Экскалибур # Экскалибур и Меч в камне] меч в камне, но не может вытащить его. К породе присоединяются другие свиньи, но не повезло. Приходит свинья и вытаскивает ее. Другие свиньи празднуют и берут камень. Свинья, которая вытащила меч, выглядит унылой и уходит, отбрасывая меч в сторону. |            |                                                            |                                  |                                              |                  |
| 31 | 31         | «Сворачиваемся»                                            | JP Saari                         | Joonas Rissanen & JP Saari                   | 31 марта 2015    |
| Свиньи убирают и убирают реквизит «Piggy Tales». Свиньи замечают пятно на камере и очищают его губкой. Он последний, вокруг, когда свет погас, он открывает дверь и уходит. |            |                                                            |                                  |                                              |                  |

### Третий сезон:Истории свинок: Третий акт(2016—2017)[53]
Третий сезон История свинок имеет подзаголовок «третий акт». Состоит в общей сложности 35 1-минутных эпизодов, в этом сезоне основными темами являются: «летние виды спорта», «снова в школу», «Хэллоуин» и «счастливых праздников». Все эпизоды в театре в центре свиноводства города (как видно в злые птицы фильм), показывая свиней, как они «репетируют и лошадь на сцене». Первого эпизода премьера 3 июня 2016 года на iOS и Android приложение из мультов. Телевизор, с последующим выходом на мультов. ТВ канал в YouTube 5 июня 2016. Последний эпизод был выпущен 5 февраля 2017 года. Конструкция свиней основана на том, что их конструкция в Angry birds toons.

### Четвёртый сезон:Истории свинок: 4-я улица(2017—2018)
Четвёртый сезон, под названием 4-й улице, и состоящее из 30 эпизодов, состоится «на углу улицы в Чушку город, где ласковых свиней ставят комично на повседневных ситуациях.»

## Выход на DVD
Первые три сезона сериала вышли на DVD. Официальный дистрибьютор сериала — Sony Pictures Home Entertainment.
- «Истории свинок»: полный 1-й сезон (1 декабря 2015 года)[54]
- «История свинок: Свинки на работе»: полный 2 сезон (1 марта 2016 года)[55];
- «История свинок: Третий акт»: полный 3-й сезон (11 апреля 2017 года)[56]